# Leonard (Missouri)
Leonard – wieś w Stanach Zjednoczonych, w stanie Missouri, w hrabstwie Shelby.